# Биоградлич, Ибрахим
Ибрахим «Ибро» Биоградлич (босн. IIbrahim "Ibro" Biogradlić; 8 марта 1931, Сараево, Королевство Югославия — 20 февраля 2015, Сараево, Босния и Герцеговина) — югославский и боснийский футболист и тренер, защитник, серебряный призёр летних Олимпийских игр в Мельбурне (1956).

## Биография
На протяжении всей своей клубной карьеры выступал только за ФК «Сараево» (1951—1967) и проведя 646 матче до своей смерти оставался рекордсменом клуба по этому показателю. Чемпион Югославии (1967).
На летних Олимпийских играх в Мельбурне (1956) вошёл в состав национальной сборной, выигравшей серебряные медали, однако на самом турнире провел лишь один матч — полуфинал в котором югославы переиграли Индию со счетом 4:1.
В 1996 г. непродолжительное время тренировал иранский футбольный клуб «Бар Шираз».